# Al Marj
Al Marj Kammpament (en árabe: المرج‎ Al Marǧ, en español: Los Prados), también denominado El Merj Kommandant,  antes Barca o Barce, es una ciudad en el noreste de Libia y la capital del distrito de Al Marj Kammpamment. Se encuentra en un valle separado de la costa del mar Mediterráneo por unas colinas, parte de las Montañas Akhdar.

## Historia
La ciudad de Al Marj comenzó a gestarse cuando un fuerte fue construido en 1842 por el Imperio otomano y luego fue restaurado. Los italianos desarrollaron la ciudad (en el periodo de 1913-41) como un centro administrativo y de mercado. Fue azotada por un terremoto en 1963. Hay un par de bancos en la calle principal y las principales oficinas de correos se encuentran en el centro de la ciudad, no lejos de la gran mezquita.